# 無毛長眼寄居蟹
無毛長眼寄居蟹（学名：Paguristes calvus）为活額寄居蟹科長眼寄居蟹屬下的一个种。